# Tubifex longipenis
Tubifex longipenis är en ringmaskart som beskrevs av Brinkhurst 1965. Tubifex longipenis ingår i släktet Tubifex och familjen glattmaskar. Inga underarter finns listade i Catalogue of Life.